# Max Rostal
Max Rostal est un violoniste né à Teschen le 7 juillet 1905 et mort à Berne le 6 août 1991. Autrichien d'origine, il décida de prendre la nationalité britannique.

## Biographie
Né dans une famille juive de Teschen, ville alors située dans l'Empire austro-hongrois, Max Rostal a étudié le violon sous la conduite d'Arnold Rosé et de Carl Flesch. Rapidement, il prit le chemin de l'Allemagne pour enseigner à la Musikhochschule de Berlin de 1930 jusqu'en 1933. Il revint en Angleterre où il avait obtenu un poste de professeur à la Guildhall School of Music and Drama en 1944. Il y restera jusqu'en 1958. De 1957-1982 il fut professeur au conservatoire de Cologne ; sa notoriété l'a amené en même temps à rejoindre le conservatoire de Berne pour donner régulièrement des master classes. Excellent pédagogue, il forma de nombreux élèves dont certains intégrèrent le prestigieux Quatuor Amadeus. Citons pour exemple les violonistes Thomas Zehetmair, Ulf Hoelscher, Siegmund Nissel, Edith Peinemann et Peter Schidlof.
En 1991, il créa le concours « Max Rostal » pour violon et alto, qui se déroule tous les deux ans à Berlin.
Il jouait un violon d'Antonio Stradivari de 1698. Engagé sur le plan de la qualité de l'enseignement des violonistes, il était membre fondateur de l'ESTA (European String Teacher Association).
Max Rostal interpréta presque toutes les grandes œuvres dédiées au violon mais il affectionnait particulièrement le répertoire contemporain et surtout le Concerto pour violon nº 2 de Béla Bartók. On compte une discographie importante qu'il nous a laissée en héritage.
Sa fille Sybil B. G. Eysenck (en), née en 1927, est psychologue et est la veuve du psychologue Hans Eysenck, avec qui elle collabora.